# Lac de Montcineyre
Der Lac de Montcineyre ist ein See vulkanischen Ursprungs im französischen Zentralmassiv. Er liegt auf dem Gemeindegebiet von Compains im Département Puy-de-Dôme (Region Auvergne-Rhône-Alpes).

## Etymologie
Der See ist nach dem gleichnamigen Vulkan Puy de Montcineyre benannt. Das franz. Substantiv Mont bedeutet Berg. Das okzitanische bzw. auvergnatische Wort cineyre stammt vom lateinischen maskulinen Substantiv cinis, Genitiv cineris mit der Bedeutung Asche. Es handelt sich somit beim Lac Montcineyre um den See des Aschenbergs.

## Geologie
Beim Ausbruch des Puy de Montcineyre vor 7635 ± 115 Jahren BP (kalibriertes Alter) zu Beginn des Atlantikums entstand ein Schlackenkegel, der einem kleinen Bach den Weg versperrte und dadurch allmählich den See aufstaute. Der See kommt somit auf Auswurfmassen des Puy de Montcineyre zu liegen, die ihrerseits vom Lac Pavin stammende Aschen überdecken.

## Geographie
Der Lac de Montcineyre liegt 3 Kilometer nordwestlich von Compains (Luftlinie) und befindet sich im Grenzbereich zweier großer physiographischer Regionen – den Monts Dore im Nordwesten und dem Massif des Cézallier im Südosten. Unmittelbar westwärts verläuft die Wasserscheide zwischen dem Einzugsgebiet der Loire, zu dem der See gehört, und der Garonne. Seine Meerhöhe beträgt 1182 Meter. Seine Oberfläche beträgt 39 Hektar, seine maximale Wassertiefe 22 Meter. Der See misst in Nord-Süd-Richtung rund 800 Meter und in Ost-West-Richtung 550 Meter. Ein sichelförmiger Fortsatz verlängert den See um weitere 250 Meter nach Nordosten. Ein kleiner Zufluss befindet sich auf der Nordwestseite. Der Puy de Montcineyre baut sich unmittelbar im Südosten des natürlichen Stausees auf.

## Geomorphologie
Das Profil des Sees ist trichterförmig zulaufend mit relativ steil einfallenden Seiten, wobei das Ostufer wegen des anstehenden Vulkankegels ein wesentlich steileres Gefälle aufweist. Der Seeboden ist nicht flach, sondern in Richtung Vulkan geneigt.  Er besitzt zwei kreisrunde Depressionen als tiefste Stellen, die möglicherweise auf zwei kleine verdeckte Maare hindeuten.

### Seesedimente
Auf dem Seeboden haben sich 3 bis 4 Meter feinkörniges Sediment angesammelt, das eine Oberflächenausdehnung von 19 Hektar besitzt und vorwiegend die beiden Eintiefungen bedeckt. Die Sedimente sind reich an organischer Materie und oft gashaltig. Sie sind ferner geschichtet und lassen zwei deutliche reflexionsseismische Reflektoren R1  und R2 erkennen. Ein Massenstrom konnte am Nordostrand in etwa 10 Meter Wassertiefe identifiziert werden. Im Südabschnitt legt sich bei 15 Meter Wassertiefe Gyttja über den zur Depression hin abknickenden westseitigen Untergrund.

### Einzugsgebiet
Das unsymmetrische Einzugsgebiet des Sees ist mit 1,5 Quadratkilometer relativ klein (Verhältnis Einzugsgebiet/See=3,85), die autigen gebildeten holozänen Sedimente sind daher sehr reich an organischer Materie. Die Maximalerstreckung in Ost-West-Richtung beträgt knapp 2 Kilometer und in Nord-Süd-Richtung etwa 1,5 Kilometer. Der höchste Punkt mit 1333 Meter befindet sich an der Nordwestecke, der niedrigste mit 1182 Meter am Nordostende des Sees. Die Abhänge des Vulkangebäudes im Osten fallen mit 26,6° recht steil ein, die Hänge auf der Westseite sind mit 5,7 bis 16,7° jedoch  wesentlich flacher geneigt. Das Einzugsgebiet besteht in etwa gleichen Anteilen aus Buchenwald, Wiesen und erst gegen Ende der 1960er Jahre angepflanzten Nadelwald (Pinus sp.). An der Nordwestecke des Sees liegen außerdem noch zwei kleine Sumpfgebiete. Der Buchenwald bedeckt die Hänge des Vulkangebäudes und die Südwestseite des Sees. Die Wiesen finden sich vor allem auf der Westseite. Sie dienten im 11. Und 12. Jahrhundert als Sommerweiden, kammartige Konturen im Gelände (auvergnatisch tras) lassen noch jetzt die ehemaligen Unterstände der Hirten erkennen.

## Erdbeben
Ein Sedimentprofil im Nordteil des Sees konnte unter 8 Meter Wasserbdeckung in 65 Zentimeter Tiefe den Reflektor R1 durchfahren und für ihn ein Alter von Anno 1320 festlegen. Da er dem Massenstrom unmittelbar aufliegt ergibt sich für letzteren dasselbe Alter. Der vom Ostufer abgegangene Massenstrom lässt als Verursacher ein Erdbeben der Mercallistärke VI bis VII annehmen. Ein ähnlich gelagerter Vorgang im Lac Pavin ergibt dort AD 1300.
Nach dem Beben erhöhte sich die terrigene Zufuhr (mit verstärktem Boden- und Vegetationsresteeintrag) und die Sedimentationsrate drastisch. Erst auf den letzten 15 Zentimetern verlangsamte sich die Sedimentation wieder und wurde sodann von organischem Eintrag (vorwiegend Algenresten) beherrscht.
Das Beben um 1300 kann keinem historisch bekannten Ereignis zugeordnet werden. Erdbeben sind jedoch im Umkreis der Chaîne des Puys keine Seltenheit, wie beispielsweise das zerstörerische Beben mit Magnitude Mw=6,1 von 1490 beweist, das in Clermont-Ferrand und in Riom starke Zerstörungen verursachte.